# Charaxes angustus
Charaxes angustus är en fjärilsart som beskrevs av Rothschild 1900. Charaxes angustus ingår i släktet Charaxes och familjen praktfjärilar. Inga underarter finns listade i Catalogue of Life.